# Avanti ¡que pase el siguiente! (Cile)
Avanti, ¡que pase el siguiente! è stato un programma televisivo cileno andato in onda dal 22 settembre 2014 al 24 marzo 2015, con la conduzione di Leo Caprile su La Red, per un totale di 136 puntate. Il format proposto era quasi identico a quello di Avanti un altro! in Italia. La trasmissione andava in onda dalle 18:30 alle 20:00